# 淡路市立富島小学校
淡路市立富島小学校(あわじしりつとしましょうがっこう)は兵庫県淡路市富島にあった日本の公立学校である。

## 概要
1875年に築江小学校として創立され、昭和30年代には600人を超える児童が在籍したが、少子化のため廃校時には在校生が50人となっていた。

## 歴史
- 1875年 (明治8年) - 築江小学校として創立。
- 1955年 (昭和30年) - 北淡町立富島小学校へ改称。
- 1995年 (平成7年) - 阪神淡路大震災により児童二人が亡くなる。
- 2005年 (平成17年) - 淡路市立富島小学校へと改称。
- 2016年 (平成28年) - 生徒数減少により廃校、淡路市立北淡小学校へと統合。

## アクセス
- 神戸淡路鳴門自動車道　北淡ICから車で8分
- 淡路高校前バス停(あわ神あわ姫バス)から徒歩2分